# Ford Aspire
O Ford Aspire foi a segunda geração do Ford Festiva, comercializado pela Ford Motor Company nos Estados Unidos e Canadá de 1994 a 1997. O Aspire esteve disponível em versões duas e quatro portas. Os veículos eram fabricados pela Kia Motors na Coreia do Sul com peças feitas pela Mazda no Japão. Eram vendidos também como Kia Avella na Ásia e Ford Festiva no Japão e na região da Australásia.